# Izabela Jaruga-Nowacka

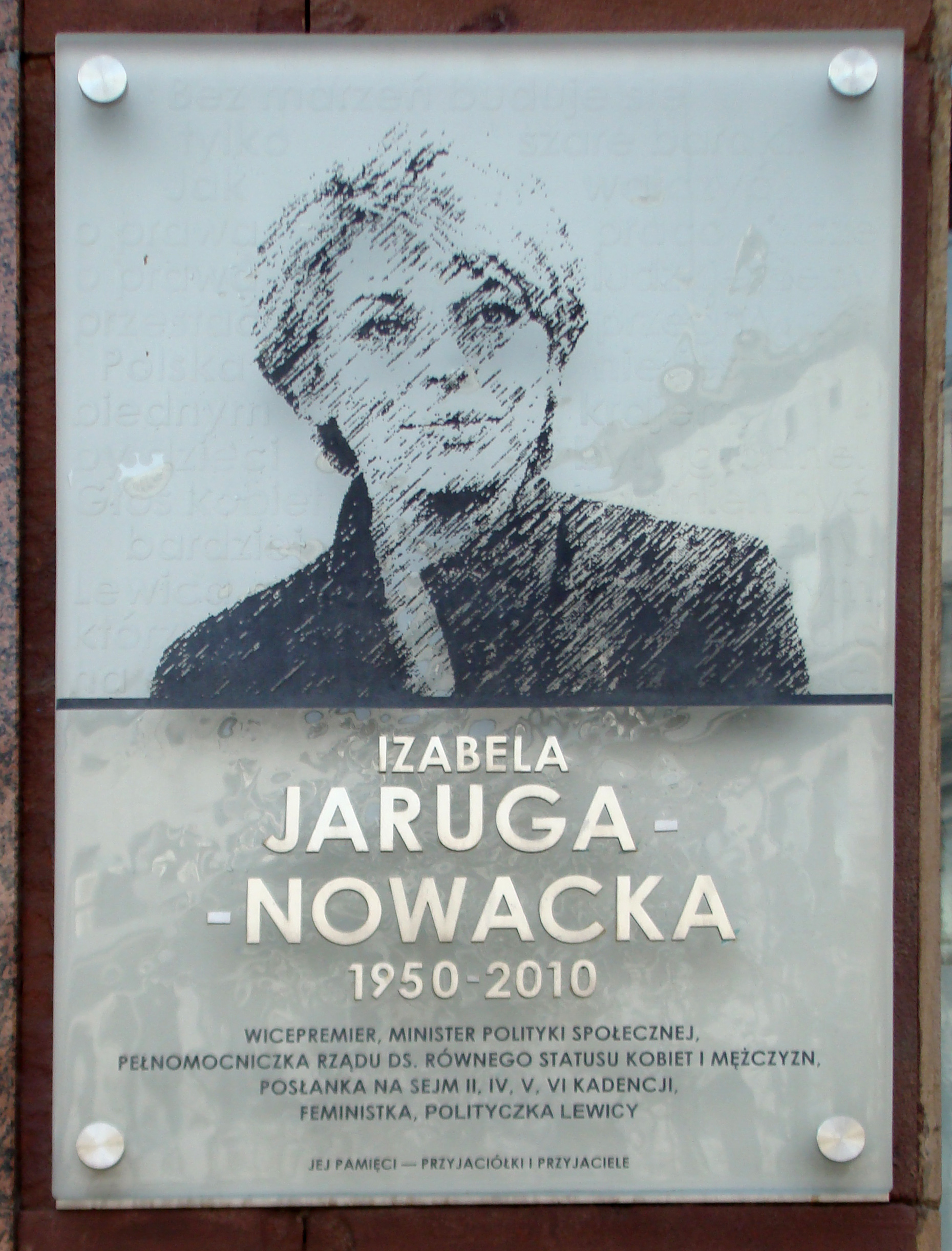
Gedenktafel für Izabela Jaruga-Nowacka in Warschau

Izabela Walentyna Jaruga-Nowacka (* 23. August 1950 in Danzig; † 10. April 2010 in Smolensk, Russland) war eine polnische Politikerin und Abgeordnete des Sejm in der II., IV., V. und VI. Wahlperiode, ehemalige Vorsitzende der Unia Pracy und der Unia Lewicy und Stellvertretende Premierministerin in den beiden Kabinetten Marek Belka.

## Lebenslauf
Jaruga-Nowacka machte einen Abschluss in Ethnographie an der Universität Warschau, später arbeitete sie im Institut für Wissenschaftspolitik und Hochschulwesen (1974 bis 1976) und in der Polnischen Akademie der Wissenschaften (Institut der Sozialistischen Länder) (1976 bis 1986). Sie gehörte zu den Gründern der Unia Pracy. Als Stellvertretende Premierministerin unter Marek Belka war sie vom 24. November 2004 bis zum 19. Oktober 2005 Ministerin für Gesellschaftspolitik.
Sie hatte zwei Töchter (eine davon die Politikerin Barbara Nowacka) und war verheiratet mit Professor Jerzy Nowacki, dem Rektor der Polnisch-Japanischen Hochschule für Computertechnologie in Warschau.

## Politische Karriere
Während der Volksrepublik Polen gehörte sie keinen politischen Organisationen an. Sie begann ihre politische Tätigkeit in Verbindung mit Menschenrechtsfragen, insbesondere Frauenrechte. Seit Mitte der 1980er Jahre war sie in der Liga Kobiet Polskich (Liga der Polnischen Frauen) aktiv. Während zweier Wahlperioden war sie Vorsitzende des Landesvorstands dieser Organisation. 1991 schloss sie sich dem Ruch Demokratyczno-Społeczny (Demokratisch-Gesellschaftliche Bewegung) an, von deren Liste sie erfolglos für die Sejmwahlen 1991 kandidierte.
1993 wurde sie für die Unia Pracy Sejmabgeordnete in der 2. Wahlperiode. Sie war stellvertretende Vorsitzende der Sejmkommission für Bildung, Wissenschaft und Technologischen Fortschritt und war eine von zwei weiblichen Abgeordneten, die der Sejm-Delegation zur Parlamentsversammlung des Europarats angehörten. Sie leitete darüber hinaus die Polnisch-mongolische Parlamentariergruppe.
Sie wurde 2001 erneut in den Sejm gewählt. Sie gewann ihr Mandat mit 23.666 Stimmen im Wahlkreis Gdynia-Słupsk von der Liste der SLD-Unia Pracy. Zwei Monate war sie Mitglied der Kommission für Kultur und Medien. Am 29. November 2001 wurde sie Staatssekretärin in der Kanzlei des Ministerpräsidenten, einen Monat später übernahm sie das Amt der Bevollmächtigten der Regierung für Gleichberechtigung von Mann und Frau.
In der Regierung Marek Belka wurde sie Ministerin ohne Aufgabenbereich und – neben Jerzy Hausner – zweiter Vizepremier. Zu ihren Aufgaben gehörte unter anderem die Koordinierung der Arbeiten des Ministerrats in den Bereichen der Gesellschaftspolitik, der Gleichberechtigung von Mann und Frau und des Kampfes gegen Diskriminierung, sowie die Aufsicht über die Tätigkeiten der Regierungszentrums für Strategische Studien und den Bevollmächtigten der Regierung für Gleichberechtigung von Mann und Frau.
Sie verließ am 19. April 2005 die Unia Pracy und trat der von ihr gegründeten Unia Lewicy bei. Sie war Mitglied des Wahlkampfkomitees von Włodzimierz Cimoszewicz in den Präsidentschaftswahlen 2005. In den Wahlen zum Sejm 2005 wurde sie zum dritten Mal Abgeordnete von der Liste der SLD. Im Dezember 2005 trat sie aus der Unia Lewicy aus.
In den Wahlen zum Sejm 2007 errang sie mit 14.827 Stimmen zum vierten Mal ein Abgeordnetenmandat von der Liste der Koalition Lewica i Demokraci (Linke und Demokraten – LiD). Sie war Mitglied des Sejm-Ausschusses für Gesellschaftspolitik sowie Abgeordnetenethik.
Im April 2008 trat sie in die Fraktion Lewica ein.

## Politische Ansichten
Sie setzte sich ein für Gleichberechtigung, einen weltanschaulich neutralen Staat und die Sicherung gleicher Chancen durch den freien, allgemeinen Zugang zu Bildung ein. Zusammen mit Zbigniew Bujak organisierte 1991 sie eine Kampagne für Referendum zur Legalisierung der Abtreibung. 1996 erarbeitete sie einen Gesetzesvorschlag für die Liberalisierung der Vorschriften über Familienplanung, Abtreibung und Schutz des menschlichen Fötus.

## Tod
Am 10. April 2010 gehörte Izabela Jaruga-Nowacka zu einer polnischen Delegation um Staatspräsident Lech Kaczyński, die anlässlich des siebzigsten Jahrestages des Massakers von Katyn zur Gedenkstätte nach Russland reisen sollte. Bei einem Flugunfall der Delegation nahe dem Militärflugplatz Smolensk-Nord kam sie jedoch gemeinsam mit weiteren hochrangigen Repräsentanten Polens ums Leben. Postum wurde Jaruga-Nowacka am 16. April 2010 das Komturkreuz mit Stern des Ordens Polonia Restituta (Krzyż Komandorski z Gwiazdą Orderu Odrodzenia Polski) verliehen.